# Macaranga seemannii
Macaranga seemannii är en törelväxtart som först beskrevs av Johannes Müller Argoviensis, och fick sitt nu gällande namn av Johannes Müller Argoviensis. Macaranga seemannii ingår i släktet Macaranga och familjen törelväxter.

## Underarter
Arten delas in i följande underarter:
- M. s. capillata
- M. s. deltoides
- M. s. seemannii